# Ахчипсоу
Ахчипсоу (абх. аҳҷыԥсы) — одно из абхазских горных обществ, жившее в верховьях реки Мзымта (река Ачипсе) на границе современных Краснодарского края и Абхазии в том числе на территории Красной поляны. Некоторыми дореволюционными русскими авторами включалось в состав Медовеевцев, тогда как другие описывали Медовей и Ахчипсоу, как два разных соседних общества. 
Историк, этнограф, археолог, публицист, редактор, издатель, один из виднейших исследователей Кавказа Адольф Берже, составил таблицу абхазских субэтносов, куда включены Садзуа, и общества Ахчипсы. Вот что он писал о них: "ахчипсоу - живут по верховьям pp. Псху и Мдзымта. Никому непокорные, они отличаются духом воинственным, отважным, и находятся в тесной связи с Убыхами. Крайне гористая местность, при значительном, народонаселении, затрудняет их покорения. Единственная вьючная дорога к тому племени идетъ через землю Псху, со стороны же моря к нему нет доступа. Покорением Ахчипсоу может быть решен вопрос о покорности всего племени Садзуа, и откроется путь в землю Убыхов".
Член РГО (1848 год), вице-председатель Общества истории и древностей российских при Московском университете (1857-1858 годы) Евграф Ковалевский писал о них; от морского берега и приближаясь к горным ущельям, обитают три абхазских общества: Ахчипсоу, Аибга и Псху, которых иные причисляют к джигетской, а другие относят к особенной отрасли, называемой медозюями или медовеевцами. Ахчипсоу живут в верховьях рек Псху и Мзымта. Никому не подвластные, они отличаются духом воинственности и свирепостью. Со своими соседями, убыхами, они находились в тесной связи и участвовали в их предприятиях»
Наиболее ранние сведения об горных жителя Ахчипсоу встречаются в произведении «Сияхат наме» турецкого путешественника середины XVII века Эвлия Челеби. Автор сообщает, что численность ахчипсов в его время насчитывала до 10 000 человек. В конце XVIII века упоминания об ахчипсах появляются и у русских историков, в том числе у И. Гильденштедта.
Первым русским, побывавшем в верховьях реки Мзымта  в 1835 году, был офицер царской армии, разведчик, барон Ф. Ф. Торнау. Он впервые описал общество Ахчипсу, жившее «у верховья реки Мдзимты … по покатостям и на небольших полянах при подошве гор, образующих ущелья помянутых рек. Дома (которых всего до 200), отстоящие один от другого на довольно значительное расстояние, разбросаны на протяжении пяти вёрст почти, и каждое семейство имеет около жилища своего сад и небольшое поле, засеянное кукурузою и гоми. Сообщение в самом селении чрезвычайно затруднительно и представляет узкую каменистую тропинку, часто заваленную огромными массами камня… круто теряющуюся над обрывистым берегом Мдзимты, через которую существуют два висячих моста, подле коих есть и броды для переправы лошадей. Господствующая здесь фамилия Маршания чрезвычайно многочисленна, старший и более уважаемый в народе есть Дударуква Багаркан-ипа Маршания».
Было выселено в Османскую империю после завершения Кавказской войны (см. Черкесское мухаджирство).